# اسکاتیش هایلاندر
اسکاتیش هایلاندر (به انگلیسی: Scottish Highlander (barge)) یک کشتی است که طول آن ۱۱۷ فوت (۳۶ متر) و ارتفاع آن ۱۱٫۵ فوت (۳٫۵ متر) می‌باشد. این کشتی در سال ۱۹۳۱ ساخته شد.